# La Vierge en gloire et saints (Le Pérugin)
La Vierge en gloire et saints  (en italien : Madonna in gloria e santi) est une peinture religieuse du Pérugin, datant de 1500-1501 environ, et conservée à la Pinacothèque nationale (Bologne).

## Histoire
L'œuvre a été réalisée pour la chapelle Scarani pour l'église San Giovanni in Monte. Sûrement réalisée après 1497 et probablement aux alentours de 1500-1501 elle reprend une des pièces maîtresses de la diffusion en Italie septentrionale de cette « dolcezza nei colori unita » (« douceur unie dans les couleurs »). Il s'agit d'une œuvre réalisée à l'apogée de la popularité du maître.

## Thème
La Vierge en gloire est figurée avec l'Enfant, dans les cieux, entourée d'anges, et contemplée par des figures saintes depuis le registre terrestre, ces dernières avec les attributs de leur martyre.

## Description
La composition se développe sur deux registres superposés avec sur la partie supérieure la Vierge à l'Enfant dans une mandorle d'anges et de chérubins, avec dans les coins, placés de part et d'autre deux anges posés sur des nuages ; dans la partie inférieure un groupe de quatre saints sur fond  de paysage constitué de collines typique du Pérugin sont un paysage ; ce type de schéma est issu de celui d'une Assomption (perdue) de la Chapelle Sixtine et a été réutilisé de nombreuses fois comme dans le Retable de Vallombrosa de la même époque.
Les saints sont représentés à proximité de leurs attributs  (de gauche à droite) : l'archange Michel (vêtu d'une armure richement décorée et équipé d'un bouclier ouvragé), Catherine d'Alexandrie (avec la roue dentée), Apolline (avec les tenailles) et Jean l'apôtre (avec l'aigle qui le caractérise dans le Tétramorphe).

## Analyse
Bien que l'œuvre possède une grande finesse chromatique, dont le schéma est constitué par un assemblage de dessins du répertoire du Pérugin.
Le Pérugin a recours avec assurance à ce schéma de puissant équilibre, composé sur la symétrie. Les sentiments sont à peine suggérés, les couleurs sont vives mais délicates se fondant les unes dans les autres. Une attention particulière est accordée aux éléments de décoration.
Le dessin est clair et bien défini, les lignes liantes, la composition sereine et plaisante. Les figures possèdent une idéalisation parfaite. Elles ne sont pas issues de l'étude du naturel mais plutôt de l'esthétique des développements artistiques du XVIe siècle.

## Sources
- (it) Cet article est partiellement ou en totalité issu de l’article de Wikipédia en italien intitulé « Madonna in gloria e santi » (voir la liste des auteurs).